# Siglo XXVI
El siglo XXVI d. C. (siglo veintiséis después de Cristo) o siglo XXVI e. c. (siglo veintiséis de la era común) será el sexto siglo del III milenio en el calendario gregoriano. Comenzará el 1 de enero de 2501 y terminará el 31 de diciembre de 2600.

## Predicciones astronómicas

### Lista de los largos eclipses totales de Sol
- 14 de junio de 2504: Eclipse total de Sol,[1] (7 min 10 s), del saros 145.
- 25 de junio de 2522: Eclipse total de Sol,[2] (7 min 12 s), del saros 145, “coronando” esta serie.[nota 1]
- 5 de julio de 2540: Eclipse total de Sol,[3] (7 min 04 s), del saros 145.
- 17 de julio de 2558: Eclipse total de Sol,[4] (6 min 43 s), del saros 145.
- 6 de agosto de 2567: Eclipse total de Sol,[5] (6 min 26 s), del saros 164.
- 16 de agosto de 2585: Eclipse total de Sol,[6] (6 min 17 s), del saros 164.

### Otros fenómenos astronómicos
- 7 de abril de 2515: a 10:37 UTC Marte ocultará a Neptuno.
- 25 de enero de 2518: a 22:41 UTC Venus ocultará Saturno.
- 2599: Triple conjunción Marte-Júpiter.

## Sociedad
- 2544: fin de la condena de Manuel Contreras, exdirector de la Dirección de Inteligencia Nacional (DINA), designado por Augusto Pinochet.

## Música
- La canción Soñaré del grupo español La Oreja de Van Gogh nombra a este siglo en la frase: «y volver a ver San Sebastián en el siglo XXVI desde mi nave espacial».

- El grupo estadounidense Zager & Evans compone el tema que lleva por nombre In the year 2525 la cual alcanzó el N.º 1 de las listas musicales en el año 1969 en EE. UU. y Reino Unido por seis semanas consecutivas.

- El grupo español Second tiene un tema del álbum Montaña Rusa llamado 2502 cuya letra transcurre en ese año.

## Ciencia
- 2600: Estima el físico Stephen Hawking que el fin de la civilización seria por la sobrepoblación, la contaminación y demanda de energía además del calentamiento global.[7]

## Ciencia ficción
- En la serie de televisión Futurama la ciudad de Nueva York es destruida por segunda vez alrededor del año 2500.
- La película Idiocracy, rodada en 2005, se basa en el mundo del año 2505.
- En la serie de televisión Wayward Pines vemos a la humanidad en peligro de extinción en el año 2514
- La serie de televisión Firefly se relata en el 2517.
- La serie de televisión Plutón B.R.B. Nero está ambientada en el año 2530.
- En el libro Un mundo feliz de Aldous Huxley en el año 2540 se alcanza una tecnología avanzada y se controla la población  por medio de una droga llamada Soma.
- La película, anime y manga de Battle Angel Alita están ambientados en el año 2563.
- Casi todos los eventos del videojuego StarCraft se llevan a cabo en este siglo.
- La película Serenity se relata en esta época.
- Gran parte de los acontecimientos del Universo Halo, están ambientados en este siglo (por ejemplo 2525, 2552 y 2589).
- La serie de videojuegos F-Zero está ambientada en esta época.
- El manga y anime Trigun, transcurre durante este siglo. Algunos humanos, luego de recorrer el espacio y ser derribada su nave, caen en un planeta desértico, junto a eso, se tiene en cuenta la creación artificial de seres humanos.
- La serie de videojuegos Mega Man ZX ocurre en este siglo, junto con sus acontecimientos.
- Los acontecimientos de la saga Dead Space tienen lugar durante este siglo.
- Durante este siglo, transcurre gran parte de la saga de libros de Across the Universe  de Beth Revis